# Tu-143 Rejs
Tu-143 Rejs (ros. Рейс, trb. Riejs) – radziecki, rozpoznawczy, bezzałogowy aparat latający opracowany przez biuro konstrukcyjne Tupolewa.

## Historia
Rejs został zaprojektowany na przełomie lat 60. i 70. XX wieku w biurze konstrukcyjnym Tupolewa jako taktyczny aparat rozpoznawczy, mający zastąpić w SZ ZSRR wykorzystywane do tego czasu bezzałogowe, rozpoznawcze Ławoczkiny Ła-17R (przerobione na latające cele Ła-17). Prace nad nowym bezzałogowym systemem rozpoznawczym rozpoczęto w 1968 roku, a ukończono w 1973 roku. W 1970 roku aparat przetestowano w locie, a od 1976 roku znalazł się na wyposażeniu pododdziałów rozpoznania. Produkcja aparatów trwała do 1989 roku, wyprodukowano ponad 950 sztuk.

## Konstrukcja
Rejs jest dolnopłatem w układzie kaczki, ze skrzydłami o skosie 58°. Powierzchnie sterowe stanowią sterolotki i ster kierunku wychylane hydraulicznie. Z przodu kadłuba umieszczony jest nieruchomy destabilizator. Cały przód kadłuba może być odłączany od reszty aparatu, w przodzie umieszczona jest aparatura rozpoznawcza: panoramiczny aparat fotograficzny PA-1, kamera telewizyjna Czybis-B oraz aparatura rozpoznania skażenia radiologicznego Sigma. W środkowej części kadłuba umieszczone są systemy kierowania lotem: dopplerowski miernik prędkości i kąta znoszenia DISS-7, radiowysokościomierz małych wysokości A-032 oraz automatyczny system sterowania ABSU-143. Przed usterzeniem pionowym umieszczony jest rakietowy silnik hamujący na stały materiał pędny. Tu-143 wchodzi w skład kompleksu WR-3 Rejs składającego się z wyrzutni SPU-143 umieszczonej na samochodzie ciężarowym BAZ-135 i pojazdu transportowego TZM-143 przewożącego pociski i stanowisko kontroli przedstartowej. Start Tu-143 następuje z wyrzutni z użyciem przyspieszacza startowego, lot wykonywany jest po wcześniej zaprogramowanej trasie. Po wykonaniu zadania aparat wykonuje manewr zwany górką, wyłącza się silnik marszowy, Tu-143 wznosi się, a na szczycie toru lotu wyrzucany jest spadochron, na którym aparat opada. Rejs ląduje na trzech płozach, tuż przed lądowaniem z kadłuba wysuwają się dwa teleskopowe czujniki, których zadaniem jest uruchomienie silnika hamującego na wysokości 1,8 m nad ziemią.

## Służba

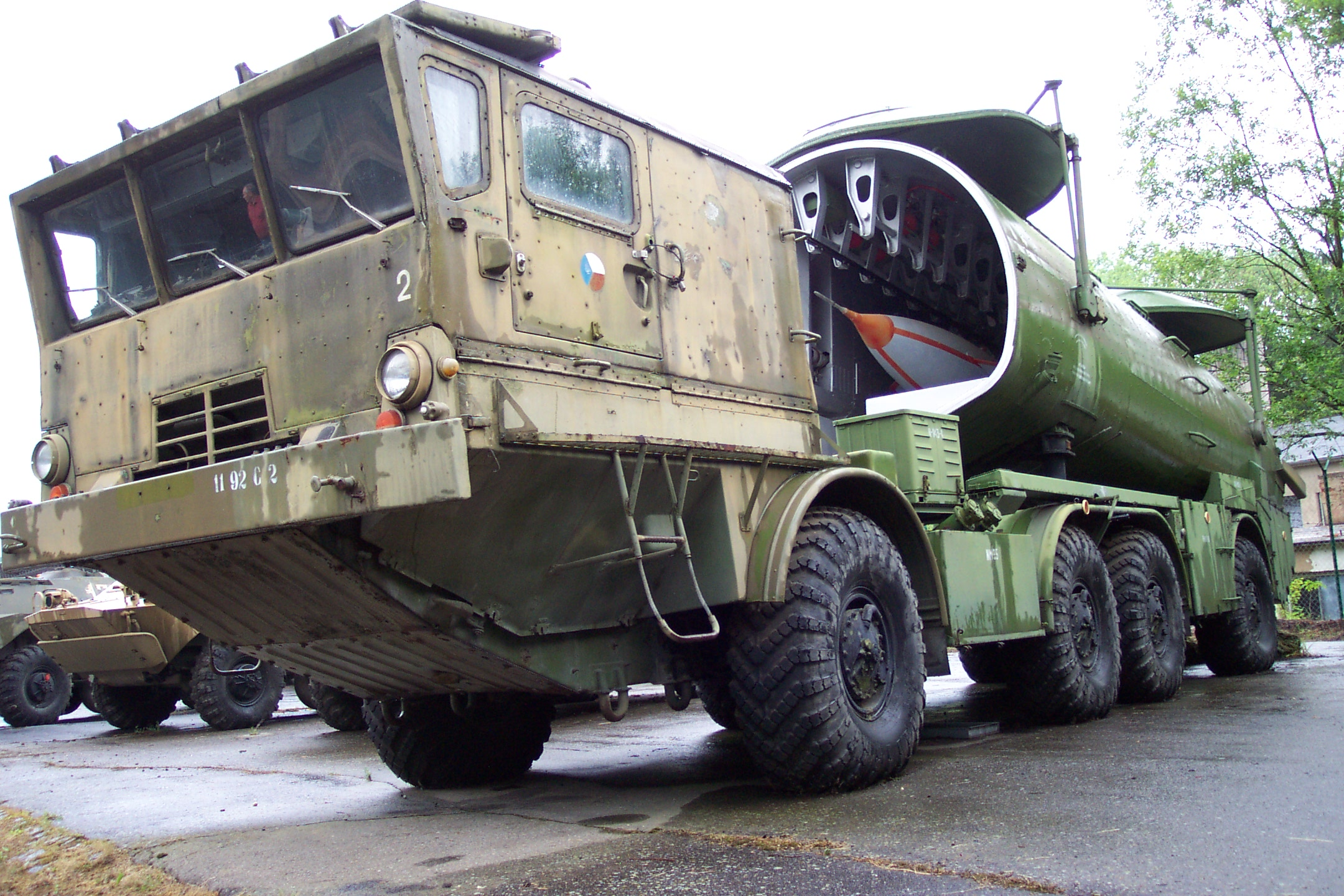
Wyrzutnia SPU-143

Tu-143 wszedł w uzbrojenie wojska Związku Radzieckiego, Czechosłowacji, Rumunii, Iraku i Syrii, według niektórych źródeł służył również w Bułgarii. Prawdopodobnie został użyty bojowo w dolinie Bekaa przez Syryjczyków podczas konfliktu z Izraelem w 1982 roku. W 2014 roku aparaty zostały użyte bojowo podczas walk w Donbasie, ale bez zadowalających rezultatów.